# Cantharellaceae
Cantharellaceae is een familie van schimmels behorend tot de orde Cantharellales. Het typegeslacht is Cantharellus.

## Kenmerken
De paddenstoelensoorten vormen rechtopstaande, vaak trechtervormige vruchtlichamen met een hoed en een centrale of laterale steel. De vruchtlichamen zijn zacht tot enigszins leerachtig. Het hymenium is glad tot gerimpeld. Kenmerkend is de aanwezigheid van carotenoïden. Alle leden van de familie zijn mycorrhizaschimmels die symbiotisch met bomen leven.

## Geslachten
De familie bestaat uit de volgende twee genera:
- Cantharellus
- Craterellus